# كل دقة في قلبي (فلم)
كل دقة في قلبي، فيلم مصري. إنتاج عام 1959 من بطولة محمد فوزي وسامية جمال والمغنية نازك.

## قصة الفيلم
يتعرض فتحي مدرس الموسيقى لحاث تصادم مع الراقصة سهير، ولخوفها من التحقيق تقرر علاجه على نفقتها، وتنقله لمنزلها، ويقرر فتحي ترك بيت سهير، ومع ذلك فقد بدأ يحبها، ويقوم مدحت بتلفيق تهمة سرقة لفتحي لغرض إبعاده عن سهير، لكن فتحي يعرف ذلك، ويفشل تدبير مدحت. ينجح فتحي في المجال الفني، ويسمتر حبه لسهير.

## بطولة
- محمد فوزي: فتحي
- سامية جمال: سهير
- نازك
- وداد حمدي
- محمد شوقي
- أحمد فؤاد
- سامية رشدي
- عز الدين إسلام
- محمد أباظة
- محمد بدر الدين
- سلوى محمود
- عبد المنعم بسيوني
- وزة

## أغاني الفيلم
أغاني الفيلم من ألحان محمد فوزي، من أشهرها أغنية كل دقة ف قلبي (التي تحمل اسم الفيلم)، وقد غنتها نازك، ويمكن اعتبارها من أجمل أغانيها.
| الأغنية       | المغني           | المؤلف          |
| ------------- | ---------------- | --------------- |
| كل دقة ف قلبي | نازك             | عبد العزيز سلام |
| إنتي يا أمي   | محمد فوزي، ونازك | عبد العزيز سلام |
| ملكي          | محمد فوزي        | محمد حلاوة      |
| حبيبي وعنيه   | محمد فوزي        | محمد حلاوة      |
| يا حبيبي      | محمد فوزي        | محمد حلاوة      |
| إيه جرى لك    | أحمد فؤاد        | محمد حلاوة      |

## روابط خارجية
- مقالات تستعمل روابط فنية بلا صلة مع ويكي بيانات